# Łuk wspięty

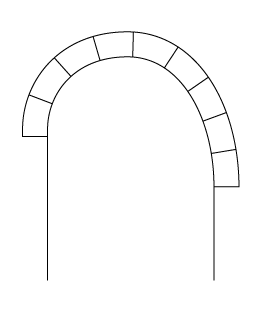
Łuk niesymetryczny (wspięty)

Łuk wspięty (zwany też łukiem niesymetrycznym lub łabędzią szyją) – łuk, którego nazwa wywodzi się od kształtu łabędziej szyi, który charakteryzuje się położeniem punktów nasadowych na różnych wysokościach.

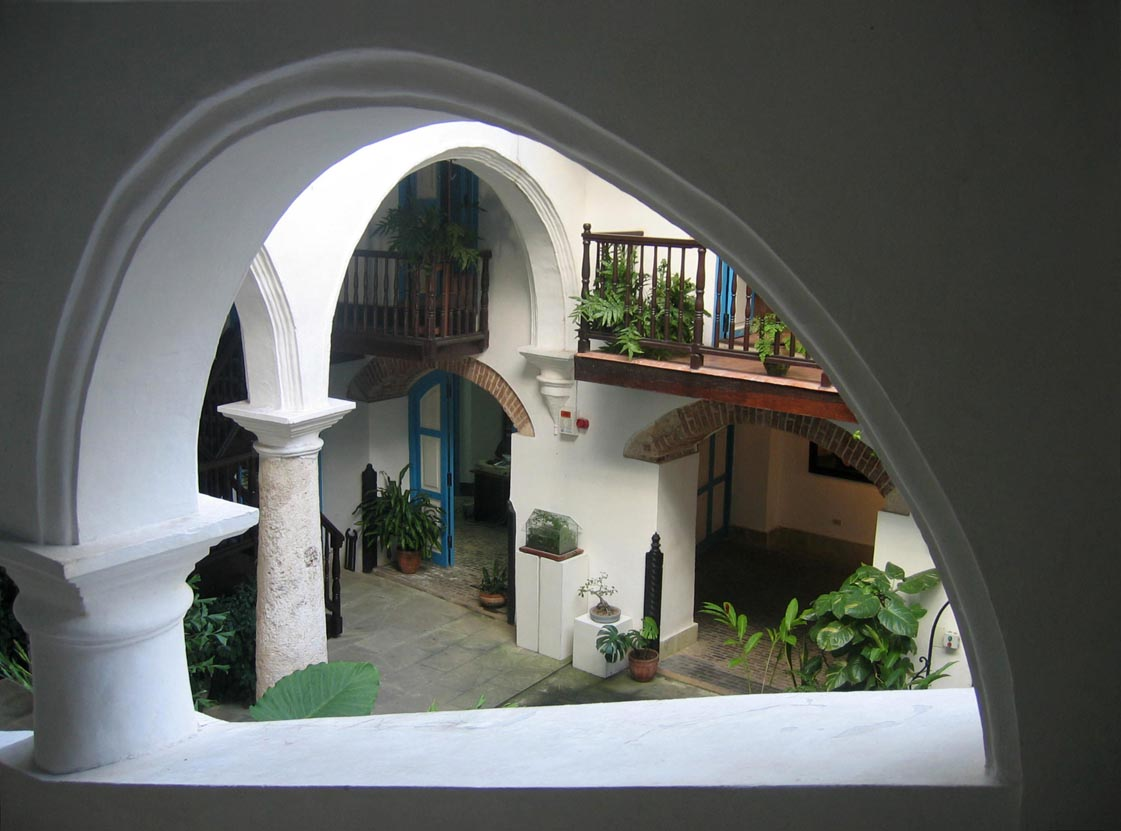
Łuk niesymetryczny w Casa-Museo del Libertador Simón Bolívar in Hawana, Kuba (2006)

Stosowany często w zmianie kierunku prowadzenia instalacji wentylacyjnych ze zmianą przekroju kanału w jednej płaszczyźnie. 